# WTA Tour Championships 2013
El WTA Tour Championships 2013 (también conocido por razones de patrocinio como 2013 TEB-BNP Paribas WTA Championships) fue la tercera edición del Masters Femenino de Tenis que se disputó en Estambul, Turquía desde el 21 al 27 de octubre de 2013. Fue la edición 43.ª para el evento en individuales y la edición 38.ª para el evento de dobles. Como todos los años, este evento fue el punto culminante del circuito WTA Tour 2013. Participaron las 8 mejores jugadoras de la temporada en el cuadro de individuales y las 4 mejores parejas en el cuadro de dobles.

## Torneo
El Campeonato WTA 2013 tendrá lugar en la Cúpula de Sinan Erdem 21 a 27 de octubre de 2013. Será la 43.ª edición del evento. El torneo se llevará a cabo por las Women's Tennis Association (WTA) en el marco del WTA Tour 2013.

## Premios & Puntos
El total de premios para el Campeonato WTA 2013 fue de 6,0 millones de dólares de los Estados Unidos.
| Ubicación                 | Individuales     | Dobles1  | Puntos 3  |
| ------------------------- | ---------------- | -------- | --------- |
| Campeona                  | RR4 + $1,295,000 | $375,000 | RR4 + 810 |
| Finalista                 | RR4 + $435,000   | $187,500 | RR4 + 360 |
| Semifinalistas            | RR4 + $35,000    | $93,7502 | RR4       |
| Round Robin (3 victorias) | $455,000         | –        | 690       |
| Round Robin (2 victorias) | $340,000         | –        | 530       |
| Round Robin (1 victoria)  | $225,000         | –        | 370       |
| Round Robin (0 victorias) | $110,000         | –        | 210       |
| Suplentes                 | $50,000          | –        |           |

- 1 Premio para dobles fue por pareja.
- 2 Premio es para los dobles semifinalistas.
- 3 por cada partido jugado en el round robin la jugadora obtuvo 70 puntos y por cada victoria 160 puntos adicionales.
- 4 RR significa dinero o puntos ganados en el Round Robin.

## Jugadoras Clasificadas
| Ranking actual | Jugadora            | Puntos para clasificar | Tours | Fecha de clasificación |
| -------------- | ------------------- | ---------------------- | ----- | ---------------------- |
| 1              | Serena Williams     | 12,040                 | 16    | 5 de agosto            |
| 2              | Victoria Azarenka   | 7,676                  | 15    | 24 de agosto           |
| -              | María Sharápova     | 5,891                  | 14    | 23 de septiembre       |
| 3              | Agnieszka Radwańska | 5,890                  | 20    | 23 de septiembre       |
| 4              | Li Na               | 5,095                  | 5,120 | 27 de septiembre       |
| 5              | Petra Kvitova       | 4,370                  | 22    | 7 de octubre           |
| 6              | Sara Errani         | 4,190                  | 21    | 7 de octubre           |
| 7              | Jelena Janković     | 3,860                  | 19    | 7 de octubre           |
| 8              | Angelique Kerber    | 3,505                  | 22    | 14 de octubre          |

| Jugadoras clasificadas |
| Baja                   |

### Dobles
| Carrera Dobles (22 de octubre de 2012) | Carrera Dobles (22 de octubre de 2012) | Carrera Dobles (22 de octubre de 2012) | Carrera Dobles (22 de octubre de 2012) | Carrera Dobles (22 de octubre de 2012) | Carrera Dobles (22 de octubre de 2012) |
| Ranking actual                         | Jugadora                               | Puntos                                 | Tours                                  | Fecha de clasificación                 |                                        |
| -------------------------------------- | -------------------------------------- | -------------------------------------- | -------------------------------------- | -------------------------------------- | -------------------------------------- |
| 1                                      | Sara Errani Roberta Vinci              | 7,415                                  | 14                                     | 6 de septiembre                        |                                        |
| 2                                      | Peng Shuai Hsieh Su-Wei                | 6,245                                  | 13                                     | 4 de octubre                           |                                        |
| 3                                      | Nadia Petrova Katarina Srebotnik       | 6,155                                  | 13                                     | 4 de octubre                           |                                        |
| 4                                      | Yelena Vesnina Yekaterina Makarova     | 5,971                                  | 10                                     | 4 de octubre                           |                                        |

| Jugadoras clasificadas |

## Primero en llegar a los campeonatos
Las tenista con un fondo dorado tiene suficientes puntos para calificar. Las Jugadoras en un fondo azul siguen activos en: Linz / Osaka
| Posición | Tenistas            | Grand Slam | Grand Slam | Grand Slam | Grand Slam | Premier Mandatory | Premier Mandatory | Premier Mandatory | Premier Mandatory | Premier 5 Mejores | Premier 5 Mejores | Otros Mejores | Otros Mejores | Otros Mejores | Otros Mejores | Otros Mejores | Otros Mejores | Total puntos | Torneos |
| -------- | ------------------- | ---------- | ---------- | ---------- | ---------- | ----------------- | ----------------- | ----------------- | ----------------- | ----------------- | ----------------- | ------------- | ------------- | ------------- | ------------- | ------------- | ------------- | ------------ | ------- |
| Posición | Tenistas            | AUS        | Rolan      | Wimble     | USO        | IW                | Miami             | Madrid            | Pekín             | 1                 | 2                 | 1             | 2             | 3             | 4             | 5             | 6             | Total puntos | Torneos |
| 1        | Serena Williams     | CF 500     | G 2,000    | R16 280    | G 2,000    | A 0               | G 1,000           | G 1,000           | G 1,000           | G 900             | G 900             | F 620         | F 620         | G 470         | G 470         | G 280         | A 0           | 12,040       | 16(14)  |
| 2        | Victoria Azarenka   | G 2,000    | SF 900     | R64 100    | F 1,400    | CF 250            | A 0               | R32 80            | R64 5             | G 900             | G 900             | F 620         | F 320         | SF 200        | R32 1         | A 0           |               | 7,676        | 15(13)  |
| 3        | María Sharápova     | SF 900     | F 1,400    | R64 100    | A 0        | G 1,000           | F 700             | F 700             | A 0               | SF 395            | CF 225            | G 470         | R32 1         | A 0           | A 0           |               |               | 5,891        | 14(10)  |
| 4        | Agnieszka Radwańska | CF 500     | CF 500     | SF 900     | R16 280    | R16 140           | SF 450            | R32 80            | SF 450            | SF 395            | SF 395            | G 470         | F 320         | G 280         | G 280         | CF 225        | CF 225        | 5,890        | 20      |
| 5        | Li Na               | F 1,400    | R64 100    | CF 500     | SF 900     | A 0               | CF 250            | R64 5             | CF 250            | SF 395            | SF 395            | F 320         | G 280         | SF 200        | R16 125       | A 0           | A 0           | 5,120        | 17(14)  |
| 6        | Petra Kvitová       | R64 100    | R32 160    | CF 500     | R32 160    | CF 250            | R32 80            | R32 80            | SF 450            | G 900             | SF 225            | G 470         | F 320         | CF 225        | F 200         | R16 125       | R16 125       | 4,370        | 22      |
| 7        | Sara Errani         | R128 5     | SF 900     | R128 5     | R64 100    | CF 250            | CF 250            | SF 450            | R16 140           | SF 395            | SF 225            | F 320         | F 320         | G 280         | CF 225        | F 200         | R16 125       | 4,190        | 21      |
| 8        | Jelena Janković     | R32 160    | CF 500     | R64 100    | R16 280    | R64 5             | SF 450            | R64 5             | F 700             | SF 395            | SF 225            | F 320         | G 280         | SF 130        | R16 125       | R16 125       | R16 60        | 3,860        | 19      |
| 9        | Angelique Kerber    | R16 280    | R16 280    | R64 100    | R16 280    | SF 450            | R32 80            | CF 250            | CF 250            | F 620             | R16 125           | F 200         | SF 200        | SF 200        | CF 120        | CF 70         | A 0           | 3,505        | 21(20)  |
| 10       | Caroline Wozniacki  | R16 280    | R64 100    | R64 100    | R32 160    | F 700             | R32 80            | R64 5             | CF 250            | SF 395            | CF 225            | CF 225        | SF 200        | SF 200        | SF 200        | [CF 120       | R16 60        | 3,300        | 22      |
| 11       | Sloane Stephens     | SF 900     | R16 280    | CF 500     | R16 280    | R64 5             | R16 140           | R64 5             | R16 140           | R16 125           | R16 125           | SF 130        | R16 125       | CF 120        | CF 120        | CF 120        | R32 70        | 3,185        | 20      |

## Finales

### Individuales
| Fecha      | Partido             | Partido | Partido   | Resultado     |
| ---------- | ------------------- | ------- | --------- | ------------- |
| 27.10.2013 | Serena Williams [1] | 2-1     | Li Na [4] | 2-6, 6-3, 6-0 |

### Dobles
| Fecha      | Partido                                | Partido | Partido                     | Resultado |
| ---------- | -------------------------------------- | ------- | --------------------------- | --------- |
| 27.10.2013 | Yelena Vesnina Yekaterina Makarova [4] | 0-2     | Hsieh Su-Wei Peng Shuai [2] | 4-6, 5-7  |